# Susana Fraile
Susana Fraile Celaya (Zumárraga, 4 de julio de 1978) es una exjugadora de balonmano española que jugó en el Balonmano Elda y en la Selección española. Tras su retirada como jugadora ha compaginado su trabajo con el puesto de entrenadora en el balonmano base. En 2019 se proclamó con el Club Torrevieja Salud – Mare Nostrum, de Torrevieja, campeón de España femenino cadete. 

## Trayectoria
Debutó en la máxima competición española con 17 años en el Balonmano 2000 Erandio, en la temporada 1995-96. Sin embargo, permaneció casi toda su carrera en el Balonmano Elda, al que llegó al año siguiente y con el que consiguió 9 títulos nacionales, además de estar en una semifinal de la Recopa, en unos cuartos y en una final y una semifinal de la Copa EHF. 
Pudo fichar por el todopoderoso equipo de la época, el Osito L'Eliana, gran dominador de la época, pero decidió jugar con el Elda a los 18 años y allí se quedó. Se retiró el año 2010.

### Palmarés
- 4 x ligas ABF
- 2 x Copas de La Reina
- 1 x copa ABF
- 2 x Supercopas de España

### Entrenadora
Entrenadora de un equipo alevín, también de uno de categoría juvenil femenina –actual Campeón Autonómico– y además, es ayudante de entrenadora del equipo sénior femenino del Club Mare Nostrum Torrevieja de Primera Nacional.

## Selección Española
Debutó con las "guerreras" en febrero de 1998, en un partido clasificatorio para el Campeonato de Europa ante la selección francesa disputado en Toulouse, donde marcó también sus primeros dos tantos como internacional. Su último partido fue contra la selección islandesa en el torneo internacional 6 Naciones en Holanda, el 21 de octubre de 2007.
Fue medalla de plata en los Juegos del Mediterráneo del 2001 celebrado en Túnez.
Con la selección española compitió en los Juegos Olímpicos de Verano de 2004 en Atenas, donde el combinado nacional española alcanzó los cuartos de final y quedó sexta en el torneo.
Participó en el Campeonato del Mundo de Italia (2001) y el de Croacia (2003), en los Campeonatos de Europa de Dinamarca (2002) y Suecia (2006).